# Wapen van Dilsen-Stokkem

Het wapen van Dilsen-Stokkem (sinds 1988).

Het wapen van Dilsen-Stokkem is het heraldisch wapen van de Limburgse gemeente Dilsen-Stokkem. Het wapen werd op 16 september 1988 aan de gemeente toegekend.

## Geschiedenis
Na de fusie van de gemeenten Elen, Lanklaar, Rotem, Stokkem en Dilsen tot de nieuwe fusiegemeente Dilsen-Stokkem in 1977, werd er voor een nieuw wapen gekozen. Men greep hiervoor terug naar de zegels van de stadsmagistraat van Stokkem uit 1465/1468 en 1687, waarop een perroen als teken van haar stadsrechten was afgebeeld, waaraan het wapen van Loon hing. Stokkem was de hoofdplaats van een van de vijf ambten of kwartieren van het graafschap Loon, waaronder onder meer Dilsen, Elen, Lanklaar en Rotem (samen met Stokkem zelf alle deelgemeenten van het huidige Dilsen) ressorteerden. Zowel het voormalige wapen van Stokkem (toegekend op 19 april 1907) als dat van Ellen (toegekend op 26 november 1906) waren gedeeld met in het eerste het wapen van Loon.

## Blazoenering
Het wapen heeft de volgende blazoenering:
In keel een perron met drie treden, getopt met een pijnappel waarop een kruis van goud, de kolom beladen met een schild, gedwarsbalkt van tien stukken van goud en van keel, het geheel ondersteund door een uitkomende gaffelvormige lindeboom, eveneens van goud.— Ministerieel besluit van 16 september 1988.